# 1+1 (Herbie Hancock e Wayne Shorter)
1+1 è un album discografico di Wayne Shorter ed Herbie Hancock pubblicato dalla Verve Records nel 1997.

## Descrizione
Registrato da due musicisti che avevano già suonato insieme sin dagli anni '60, iniziando la loro collaborazione all'interno dei gruppi di Miles Davis, contiene il brano Aung San Suu Kyi, dedicato alla dissidente birmana allora detenuta nelle carceri del suo paese; il brano vinse il Grammy Award 1998 per la migliore composizione strumentale dell'anno.

## Tracce
1. Meridianne – A Wood Sylph – 6:09 (musica: Wayne Shorter)
2. Aung San Suu Kyi – 5:45 (musica: Wayne Shorter)
3. Sonrisa – 6:26 (musica: Herbie Hancock)
4. Memory of Enchantment – 6:20 (musica: Michiel Borstlap)
5. Visitor from Nowhere – 7:44 (musica: Herbie Hancock e Wayne Shorter)
6. Joanna's Theme – 5:22 (musica: Herbie Hancock)
7. Diana – 5:32 (musica: Wayne Shorter)
8. Visitor from Somewhere – 9:04 (musica: Herbie Hancock e Wayne Shorter)
9. Manhattan Lorelei – 7:22 (musica: Herbie Hancock e Wayne Shorter)
10. Hale-Bopp, Hip-Hop – 1:51 (musica: Herbie Hancock)

## Formazione
- Wayne Shorter – sassofono soprano
- Herbie Hancock – pianoforte